# 友達親子
友達親子（ともだちおやこ）とは1990年代半ば以降、親子関係・家族関係の中で顕著になった現象の一つ。ただし、下記のような親子関係自体は1980年代以前から存在し、最近になって出現した傾向ではない。

## 特徴
特徴として、子供に対して、親として権威を持って接しようとせず、若者という共通の土俵で友人のように接しようとする。
例えば、
- 親子でペアルックをする。

この関係では、権威としての父親が存在せず、父親が子供を叱責できない。叱責しなければならない場合には、「友達ではないのだから」という前置きが必要になる。家庭においても懲罰が困難なのだから、学校においては児童・生徒を廊下に立たせる程度の懲罰も出来ないとされる。NHKブックス「学級崩壊（尾木直樹）」では学童保育を定点調査した結果、思春期を抜け出していない親が多いと指摘する。2007年9月23日付け朝日新聞beによれば、1970年代から1980年代の父親が、「頑固」を特徴としたのに対して、最近の父親は「優しい」を特徴とするという。
例えば、
- 父親が、子供のためにと、何万円もする室内用プラネタリウムを買って来た。しかしこれは、自分が楽しむためである可能性がある。

当時の父親にあったものが最近の父親にはなく、最近の父親にあるものが当時の父親にはない、対照的な父子関係である。また、最近の母親も「生活臭がなく、まるでファッション雑誌から抜け出して来たかのよう」と述べられる。

友達親子については、賛否両論である。否定派は、病的な現象だと考え、肯定派は、ほほえましい姿だと考える。しかし、友達親子の背景には、子供の消費者としての地位の向上がある。「キレる子供たち」の原因は友達親子にあるとの意見もあり、賛否は教育学・社会学・心理学など、さまざまな角度から検討されなければならない。